# Sant Martí Sarroca
Sant Martí Sarroca est une commune de la province de Barcelone, en Catalogne, en Espagne, de la comarque d'Alt Penedès

## Culture locale et patrimoine

### Lieux et monuments
- L'église Sainte-Marie, construite du XIe au XVIIIe siècle ;
- Le château, construit du Xe au XIIIe siècle ;
- Le cimetière, conçu par l'architecte Modest Fossas i Pi en 1868.

### Personnalités liées à la commune
- Gali de Sant Marty (920-974), Viguier de Penedès et de Sant Martí Sarroca, Gouverneur des Frontières du Penedès, viguier du Château de Sant Martí Sarroca.
- Jaume Mateu (1382 - 1452) : peintre catalan du XVe siècle.